# Mitrasacme ambigua
Mitrasacme ambigua är en tvåhjärtbladig växtart som beskrevs av Robert Brown. Mitrasacme ambigua ingår i släktet Mitrasacme och familjen Loganiaceae. Inga underarter finns listade i Catalogue of Life.